# The BOSS
The BOSS (também conhecido como DGNA ou, incorretamente, D-NA), é uma boyband sul-coreana de cinco membros, formada pela Open World Entertainment em 2010. Na Coreia do Sul, são conhecidos como Dae Guk Nam Ah (대국남아), que assim como "The BOSS", acrônimo (The Boys Of Super Space) significa "Os Garotos do Super Espaço". No Japão, são conhecidos como Daikoku Danji (大国男児).
Todos os 5 membros do grupo foram membros da companhia Xing Entertainment e membros da boyband Xing, com outros nomes artísticos. Sendo assim, apesar de terem se juntado ao Xing em épocas diferentes, todos os cinco são talentosos e têm experiência na indústria musical coreana.
Após ser oficialmente anunciado no dia 28 de Janeiro de 2010, o The BOSS estreou no dia 4 de Março de 2010 com a música "Admiring Boy" no MNET! Countdown. Seu fancafe excedeu 40.000 membros com apenas alguns meses de existência, ultrapassando os fancafes de outros populares grupos coreanos, como as Brown Eyed Girls. No dia 17 de Maio de 2010, voltaram aos palcos no programa Music Bank com "Stumble Stumble", após lançarem o videoclipe do mesmo. Também promoveram outra música, chamada "No One... Anyone" em Julho de 2010, mas sem o lançamento de um videoclipe.
Após sucesso quase imediato em outros países como a China e a Tailândia, o The BOSS está atualmente promovendo a carreira no Japão pela companhia Sony Music.

## Membros
Lee Suhoon (이수훈), mais conhecido por seu atual nome artístico, Mika, nascido no dia 28 de Junho de 1990, é o membro mais velho do grupo. Mika é o líder e o vocalista principal. Como os outros membros do The BOSS, Mika fez parte da 3ª e da 4ª geração do Xing, com o nome artístico "White". Ele também fez parte de outros grupos da Xing Entertainment, como o Singing In The Rain. Participou na música "A Man Cries" de SOOL J, assim como em "Hello" de Lee Ah Si. Mika tem 1,78m e tipo sanguíneo B. Também é conhecido por ser primo de segundo grau do vocalista principal do 2PM, Junsu.
Park Hyunchul (박현철), mais conhecido por seu atual nome artístico, Karam, nasceu exatamente um ano depois de Mika, no dia 28 de Junho de 1991, em Daegu. Fez parte do grupo Xing apenas na 4ª geração, usando o nome artístico "Rising". Ele foi inspirado a seguir a carreira artística por U-Know Yunho do TVXQ, do qual ainda é um grande fã. Por causa de sua aparência, os outros membros brincam e o chamam de "God's Face", após colocarem isso na fanchant de "Admiring Boy". Ele também o considera melhor amigo dos membros Injun e Jay.
Woo Hyunmin (우현민), conhecido geralmente apenas como Hyunmin, nasceu no dia 22 de Julho de 1991. Hyunmin também fez parte do Xing, mas entrou para o grupo na 2ª geração, continuando pela 3ª e 4ª com o nome artístico "Husky", o qual recebeu por sua voz única. Também como Mika, fez parte do Singing In The Rain. Hyunmin tem 1,81m e é o membro mais alto, seu grupo sanguíneo é O.
Lee Injoon (이인준), geralmente conhecido como Injun, nasceu no dia 9 de Março de 1992. Injun foi membro do Xing apenas na 4ª geração, e usava o nome artístico "Soul". Ele gosta de praticar beatbox e é um grande fã de SG Wannabe. Além disso, tem uma cadela chamada Jang Boah, amada por toda a banda. Injun tem 1,75m e tipo sanguíneo O.
Jeon Jihwan (전지환), mais conhecido por seu atual nome artístico, Jay, é o caçula do grupo, nascido dia 31 de Março de 1994 em Seul. É o principal dançarino e rapper do grupo. Jay fez parte do Xing durante as 3ª e 4ª gerações usando o nome artístico "Kiparang". Antes de estrear no The BOSS, Jay fez uma aparição no programa coreano Star King e recebeu o apelido de "Poppin' Prodigy". Fez um pequeno papel no filme "Coin Boy", além de ter atuado como protagonista no filme "Bada". Sendo o membro mais novo, também é o mais baixo e mais leve, tendo 1,70m e pesando 45 kg, e tem tipo sanguíneo A.

## Discografia

### Coreana
Singles
- 동경소년 (Admiring Boy)

1. 동경소년 (Admiring Boy)
2. 눈부신 세계 (Shining World)

- Lady

1. Lady
2. Calling You
3. Lady (Instrumental)

Mini-Álbuns
- Awake

1. The Boss (Intro)
2. 비틀비틀 (Stumble Stumble)
3. 아무도.. 그 누구도 (Nobody.. Anybody)
4. New Boyz
5. The One
6. 눈부신 세계 (Shining World)
7. 동경소년 (Admiring Boy)

- Chapter II

1. Sad Story
2. Why Goodbye
3. We Are Together
4. 니가 뭔데 (What Are You?)
5. 너 때문에 (Because Of You)

### Japonesa
Singles
- Love Power

1. Love Power
2. 奪いたい今すぐに (Ubaitai Imasugu Ni)
3. もう最後になると・・・ (Mou Saigo Ni Naruto...)
4. まだ見ぬその未来へ (Mada Minu Sono Saki He)
5. Love Power (Instrumental)

- Love Bingo!

1. Love Bingo!
2. Magic
3. 夏の記憶 (Natsu No Kioku)
4. Love Bingo! (Instrumental)

- Love Parade

1. Love Parade
2. Girlfriend
3. わすれない (Don’t Forget)
4. Love Parade (Instrumental)

- Love Days

1. Love Days
2. 太陽が昇る場所 (The Place Where The Sun Rises)
3. 二人の好きな茜空 (Our Favorite Sunset Sky)
4. Love Days (Instrumental)

- Jumping

1. Jumping
2. Someday
3. Promise
4. Jumping (Instrumental)

- 本気Magic  (Honki Magic)

1. 本気Magic (Honki Magic)
2. いけない1・2・3 (Ikenai 1・2・3)
3. Pretty Smile
4. 本気Magic (Instrumental)

- バレンタイン・ファイター (Valentine Fighter)

1. バレンタイン・ファイター (Valentine Fighter)
2. 24x7
3. Come Back To Me

Álbuns
- Love Letters

1. Love Power
2. Love Story
3. Love Days
4. Love Parade
5. Friends
6. 片思い (Kataomoi)
7. もう最後になると・・・ (Mou Saigo Ni Naruto...)
8. Love Song For You
9. Love Bingo!
10. 離れない離さない (Hanarenai Hanasanai)
11. Dearest
12. Magic

- On The Way

1. Jumping
2. 本気Magic (Honki Magic)
3. 夢まであと・・・ (Yume Made Ato...)
4. Thank You For Your Kindness
5. バレンタイン・ファイター (Valentine Fighter)
6. イエロー (Yellow)
7. White Love
8. 24x7
9. Blue Sky
10. いけない1・2・3 (Ikenai 1・2・3)
11. Beautiful Days
12. Someday

## Prêmios
20th Seoul Music Awards: Artista Revelação